# Liparis callyodon
Liparis callyodon är en fiskart som först beskrevs av Pallas, 1814.  Liparis callyodon ingår i släktet Liparis och familjen Liparidae. Inga underarter finns listade i Catalogue of Life.